# 田能遺跡
座標: 北緯34度46分11.5秒 東経135度26分25.8秒 / 北緯34.769861度 東経135.440500度

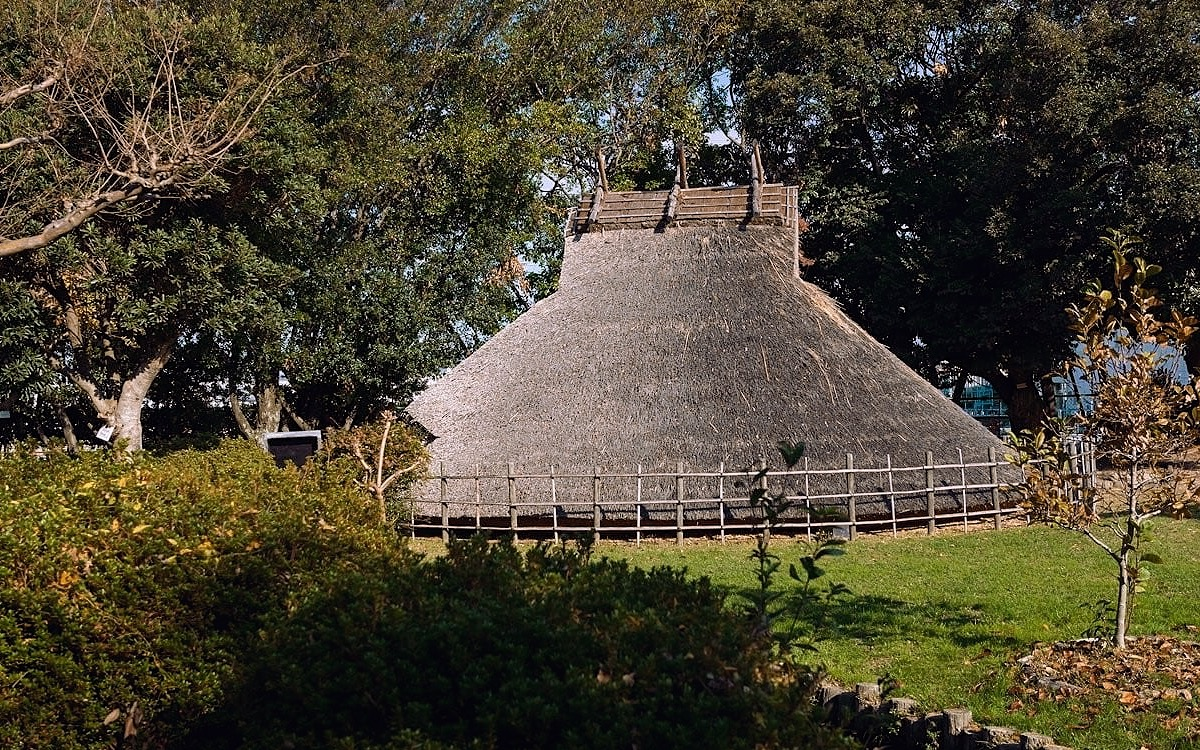
田能遺跡

田能遺跡（たのいせき）は、兵庫県尼崎市田能から伊丹市岩屋にまたがる弥生時代の遺跡。1969年（昭和44年）6月30日に国の史跡に指定された。

## 沿革
1965年（昭和40年）に、尼崎・伊丹・西宮三市共同による工業用水園田配水場の建設工事中に大量の弥生土器が発見されたことから、この場所に大規模な弥生時代の遺跡があることが判明、調査が開始された。特に注目されたのが、木棺の発見である。木は腐りやすいため、それまでは推測でしかなかった弥生時代の木棺埋葬の風習が、初めて具体的な形で証明された。第1次調査では、木棺墓から人骨も発見された。
当初は調査後、計画通り配水場建設を進めて遺跡を破壊する予定だったが、保存運動が高まり、その結果、遺跡の重要な部分を保存することが決定、1969年（昭和44年）6月30日には国の史跡に指定され、 翌1970年（昭和45年）7月25日には尼崎市立田能資料館として開館した。
高度経済成長期の当時、建設優先の風潮があった中で、このような文化財保護運動は珍しく、先進的な事例だったという。

## 出土品
土器多数、石斧などの石器、木製品、骨類、鉄製品など。
以下の三点は兵庫県指定文化財に指定されている。
- 銅剣鋳型（どうけん・いがた）
- 白銅製釧（はくどうせい・くしろ）
- 碧玉製管玉（へきぎょくせい・くだたま）

## アクセス
阪神バス
- 阪急電鉄神戸本線園田駅北側4番バスのりばから「20番 - JR猪名寺 行」もしくは「21・21-2番 - 阪急塚口 行」もしくは「22番・22-2番　阪神尼崎 行」に乗車して「田能口」バス停下車（所要時間約10分間）。北へ徒歩約15分。
- 西日本旅客鉄道（JR西日本）福知山線（JR宝塚線）猪名寺駅東側バスのりばから「20番 - 東園田 行」に乗車して「田能口」バス停下車（所要時間約8分間）。北へ徒歩約15分。

自動車
- 名神高速道路豊中インターチェンジより北西へ約3キロメートル（尼崎インターチェンジよりも豊中ICが近い）。

## 関連作品
- 田能遺跡音頭（歌：三田明）[4]